# Hout Bay
Hout Bay (Houtbaai en afrikaans) est un village et un petit port de pêche situé dans la périphérie du Cap, dans la province du Cap-Occidental, en Afrique du Sud.

## Étymologie
Hout Baai veut dire « baie du bois » en néerlandais et en afrikaans (Houtbaai).

## Géographie

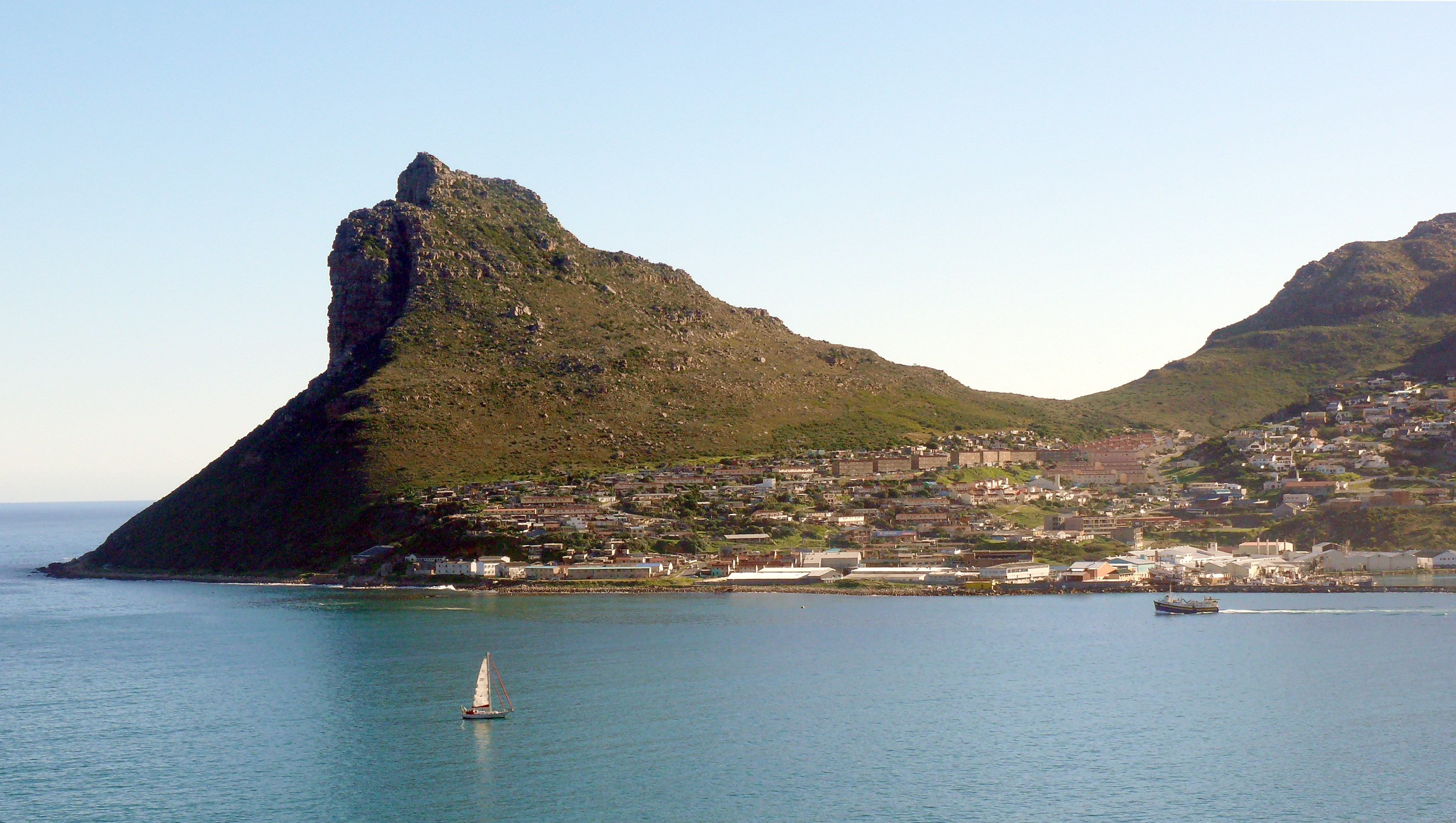
Hout Bay et The Sentinel.

Hout Bay est un village côtier situé au fond d'une baie, à 15 km au sud de la ville du Cap. Il est bordé d'une très jolie plage de sable blanc au sud, à l'ouest par un gros promontoire rocheux qu'on appelle sentinel, et à l'est par des collines où l'on cultive entre autres de la vigne. Chapman's Peak, montagne également très connue se trouve à 6 km au sud.
Une route en corniche (à péage), Chapman's Peak Drive, passe au pied de Chapman's Peak et surplombe la baie, elle mène à Noordhoek.
Une autre route mène à Llandudno et Camps Bay, au travers d'un col entre Judas Peak et Little Lion's Head. Enfin, une troisième route mène à Constantia, par le Constantia Nek, entre Vlakkenberg et les pentes de la montagne de la Table.

## Quartiers
La localité de Hout Bay comprend neuf quartiers (Beach Estate, Berg-en-Dal, Helgarda Estate, Hout Bay SP, Kronenzicht, Llandudno, Penzance Estate, Scott Estate et Tierboskloof) divisés en 27 lotissements (Scott Estate, Hanging Meadows, Baviaanskloof, Hillcrest, Bergendal, Penzance, Meadows, Tarragona, Oakwood, Bokkemanskloof, Overkloof, Silvermist, Longkloof, Valley, Victorskloof, Nooitgedacht, Beach Estate, Northshore, Mount Rhodes, Klein Leeukoppie Estate, Ruyteplaats, Tierboskloof, Kronenzicht, Hangberg, Hout Bay Heights et Hughenden Estate).
Le township de Imizamo Yethu, enclavé à l'est de Hout Bay, est pour sa part rattaché à la métropole du Cap.

## Histoire

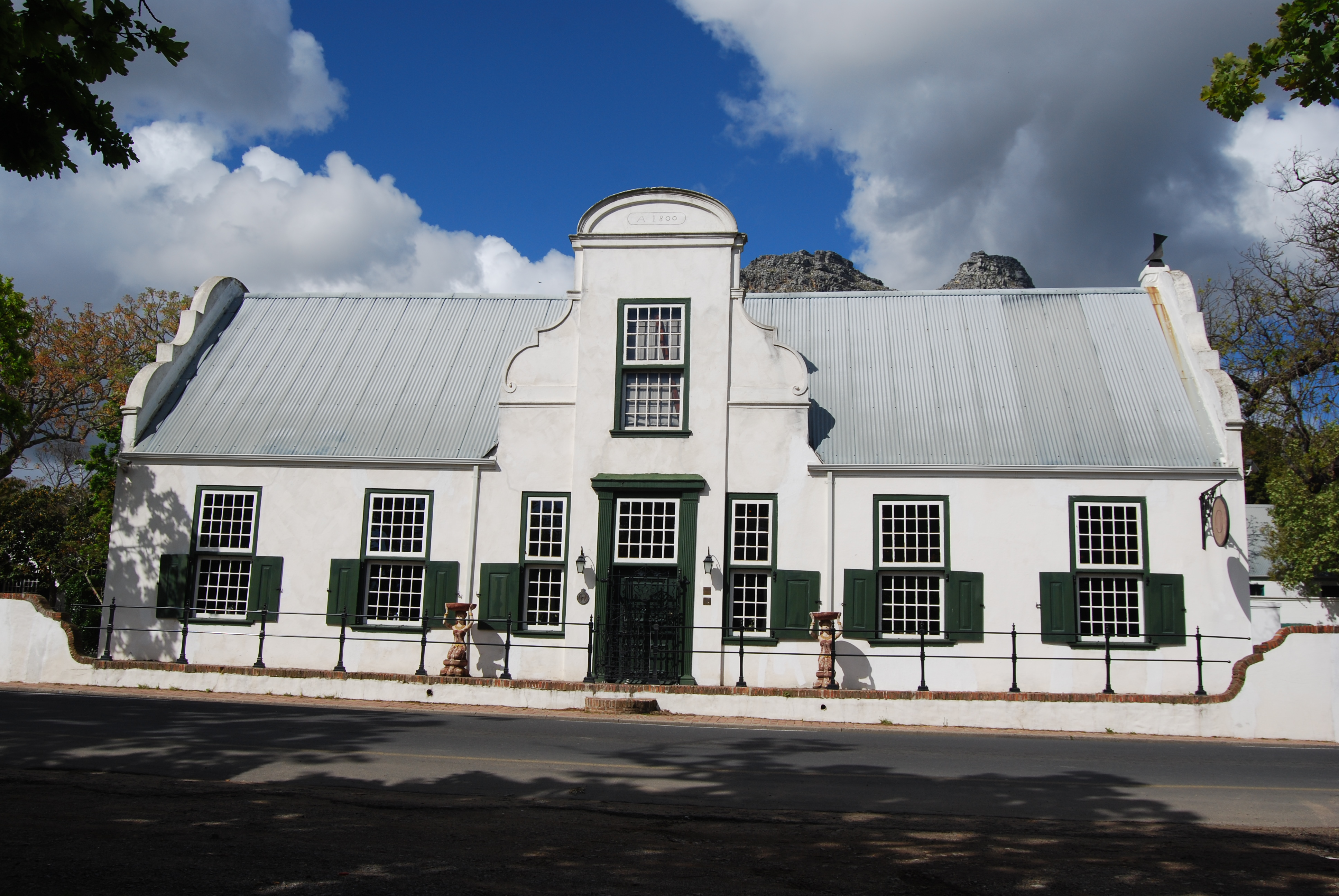
Kronendal, maison d'architecture néerlandaise du Cap du XVIIIe siècle, située sur Main Road, inscrite au patrimoine national depuis 1961

En 1652, les Néerlandais arrivent au Cap où ils établirent une colonie. Ils manquaient de bois pour la construction des maisons, la réparation des navires et pour divers autres usages puisqu'il n'y avait pas de grandes forêts aux alentours. Ils en trouvèrent dans une vallée plus humide située de l'autre côté de Constantia Nek, entre le bord sud de la montagne de la Table, et Constantiaberg. L'endroit fut baptisé Hout Baaie dès 1653.
Rare port naturel de la côte, la baie servit également à abriter de petits bateaux et a été brièvement occupé par les Français en 1788.
Le village de pêcheurs ne fut réellement établi que vers 1867, après qu'un immigrant allemand, Jacob Trautmann, commença à cultiver et à pêcher dans la baie. Néanmoins, les terres de Hout Bay ne sont utilisés jusque dans les années 1950 qu'à des fins agricoles. Durant l'apartheid (1948-1991), la zone urbaine de Hout Bay est cataloguée comme banlieue résidentielle blanche (Group Areas Act de 1950) à l'exception de la zone située au-dessus du port, zoné pour la population coloured dont de nombreux membres travaillent sur le port. La subdivision des fermes résultant de l'urbanisation croissante du secteur et le besoin de main d’œuvre dans le port a participé à l'accroissement de la densité du quartier coloured et au développement de squats le long des berges de la rivière Disa et sur les terrains en jachères ,

## Démographie

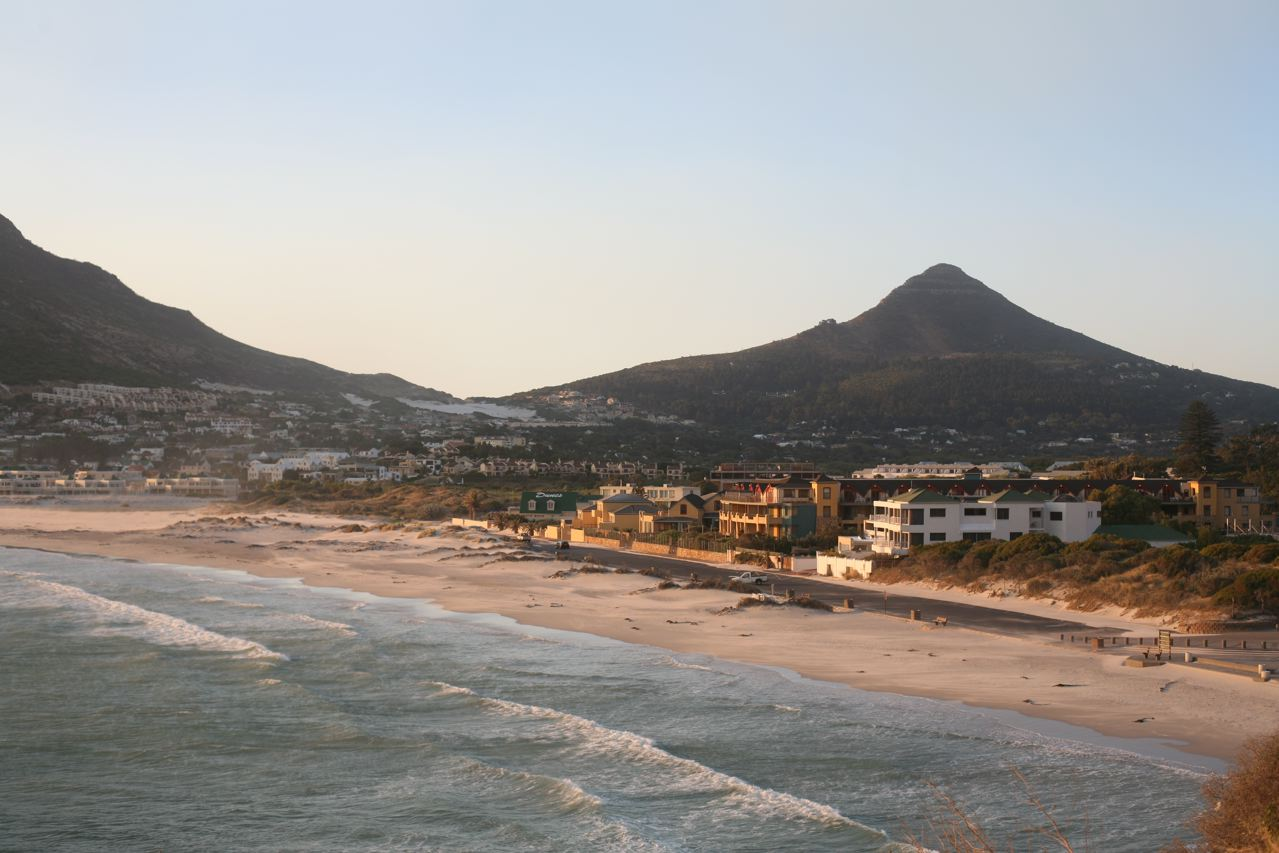
Vue de la plage de Hout Bay.

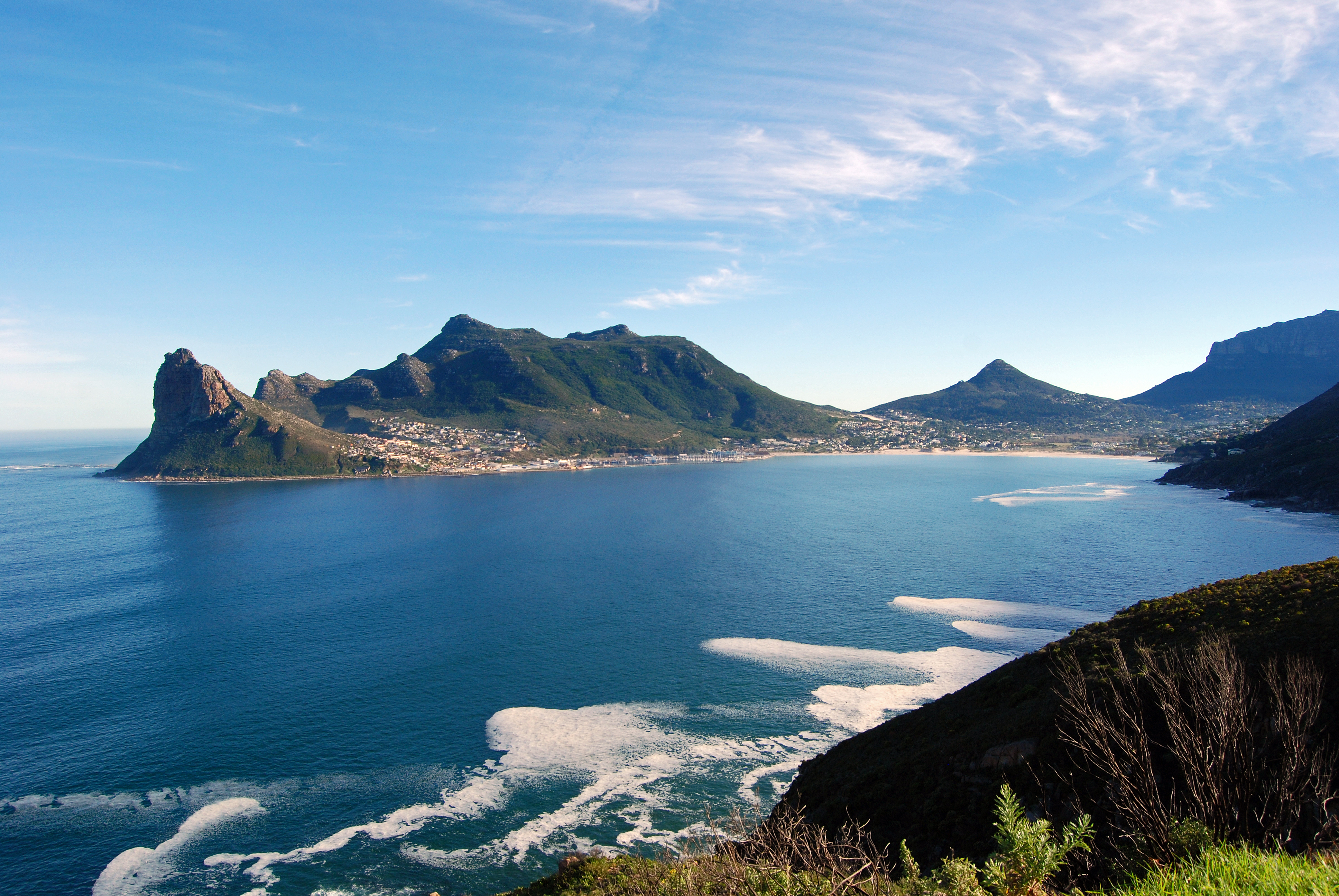
Vue emblématique de Hout Bay depuis Chapman's Peak drive.

Selon le recensement de 2011, la localité de Hout Bay comprend 17 900 résidents, principalement issu de la communauté blanche (57,40 %). Les noirs représentent 6,79 % des habitants tandis que les coloureds, population majoritaire au Cap, représentent 32.28 % des résidents.
Les habitants sont à 59,70 % de langue maternelle anglaise, à 32,93 % de langue maternelle afrikaans et à 1,26 % de langue maternelle xhosa.
Le township de Imizamo Yethu, situé administrativement hors de la localité de Hout Bay, compte pour sa part 15 538 résidents, principalement des noirs (91.61 %) 
Toute la zone urbaine (Hout Bay + Imizamo Yethu) compte au total 33 438 résidents.

## Administratif
Ancienne localité autonome intégrée en 1996 dans la South Peninsula Municipality, Hout Bay est depuis 2000 une commune de la municipalité du Cap.

## Politique
Bastion politique de l'Alliance démocratique (DA), Hout Bay est situé dans le 16ème arrondissement (subcouncil) du Cap et dans le ward 74. Depuis 2016, le conseiller municipal de cette circonscription est Roberto Quintas (DA).

## Économie

### Tourisme
La ville est une étape touristique de la péninsule du Cap. Elle accueille notamment de nombreuses résidences de tourisme et des bed and breakfast.
Hout Bay Harbour (le « port de Hout Bay ») abrite plusieurs restaurants et magasins. Le circuit touristique comprend une promenade en bateau et une visite à Duiker Island, l'île des céphalophes, qui abrite de nombreux phoques et des oiseaux.
The World of Birds, le « monde des oiseaux », est un sanctuaire pour les oiseaux et les singes.

## Personnalités
- Roelof Botha, entrepreneur technologique basé aux États-Unis et ancien directeur financier de PayPal[6]
- Denis Goldberg, militant anti-apartheid[7]
- Ike Moriz, chanteur, auteur-compositeur et acteur[8]
- Sydney Skaife, entomologiste et naturaliste[9]
- Frank Solomon, surfeur de grosses vagues
- Michaela Strachan, présentatrice de télévision d'origine anglaise
- Paul du Toit, artiste[10]
- Jacob Trautmann, agriculteur allemand qui a établi le village de pêcheurs en 1867[11]

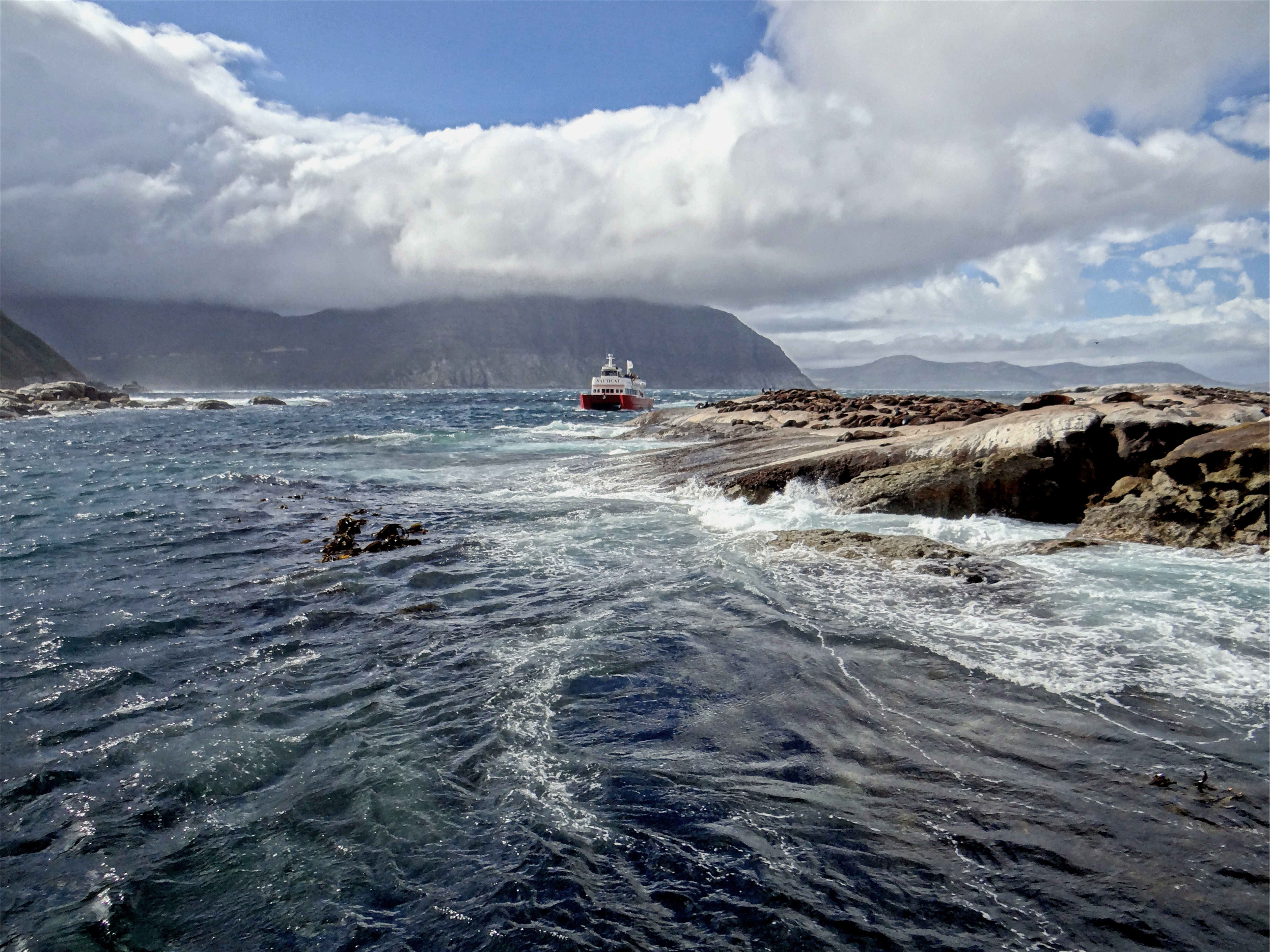
Bateau à l'approche de Duiker Island